# Fatma Moalla
Fatma Moalla, née le 14 janvier 1939 à Tunis, est une mathématicienne tunisienne, professeure à la faculté des sciences de Tunis.
Elle connue pour avoir été la première Tunisienne à obtenir l'agrégation de mathématiques et le doctorat d'État en mathématiques en France, respectivement en 1961 et 1965. En 2017, on attribue son nom au prix Fatma-Moalla pour la vulgarisation mathématique.

## Biographie
Née le 14 janvier 1939 à Tunis, elle est l'une des six filles de Mohamed Moalla, un libraire d'origine sfaxienne. Elle passe beaucoup de temps dans la librairie de son père, où elle s'initie à la lecture et à l'apprentissage. En 1956, elle obtient la première partie du baccalauréat au lycée de la rue du Pacha. Elle se consacre par la suite aux mathématiques et justifie son choix par le fait de s'identifier aux trois valeurs de cette matière scientifique : la rigueur, la précision et l'honnêteté. En 1957, elle obtient la deuxième partie de son baccalauréat au lycée Carnot de Tunis.
En juin 1960, elle obtient un diplôme en mathématiques de l'Institut des hautes études de Tunis situé à la rue de Rome. En octobre de la même année, elle obtient un diplôme en géométrie supérieure en correspondance avec Paris puisque, à cette époque, l'enseignement des mathématiques à Tunis s'arrête au niveau de la licence. Rester en Tunisie n'étant plus un choix puisque les opportunités y sont limitées, elle se voit donc obligée de quitter son pays. Elle obtient une bourse grâce aux aides financières présentées par le président Habib Bourguiba et réussit à convaincre ses parents de la laisser partir pour Paris.
En 1961, elle est connue pour être la première Tunisienne à obtenir l'agrégation de mathématiques en France. En 1965, elle est la première Tunisienne à recevoir un doctorat d'État en mathématiques en France. Son quatrième article, un travail de 47 pages qui s'inspire étroitement de sa thèse et s'intitule Sur quelques théorèmes globaux en géométrie finslérienne, est publié dans les Annali di Matematica Pura ed Applicata (en) en 1966.
En 1991, elle suit les conseils de Mahmoud Messadi et devient enseignante au sein de son ancien lycée et assistante à la faculté des sciences de Tunis, où elle poursuit son enseignement jusqu'à sa retraite.

## Prix Fatma-Moalla
Le 12 mai 2016, Fatma Moalla figure parmi les trois premières Tunisiennes docteurs d'État en mathématiques auxquelles on rend hommage durant la première réunion organisée par l'Association des femmes tunisiennes mathématiciennes (AFTM),.
Le Prix Fatma-Moalla pour la vulgarisation mathématique est proposé et mis en place par l'AFTM à la suite de l'accord donné par Fatma Moalla le 3 décembre de la même année. Il est décerné pour la première fois en 2018.